# Stagehand
Mit den Begriffen Kulissenschieber, Bühnenhilfe, Bühnenhelfer, Aufbauhelfer oder Stagehand bezeichnet man im deutschsprachigen Raum eine Person, die im Rahmen von Konzerten, Opern, Theatern, Lesungen, Tourneekonzerten oder anderen Veranstaltungen beim Aufbau einer Bühne selbst und/oder der Bühnentechnik den ausgebildeten Kräften wie beispielsweise etwa Veranstaltungstechnikern, Bühnentechnikern oder Tontechnikern zuarbeitet. Die Tätigkeit ist kein Beruf mit anerkannter Lehrausbildung und wird in der Praxis von Hilfs- und Gelegenheitsarbeitern bis hin zu qualifizierten Fachkräften verrichtet. Im Regelfall wird die Arbeit als geringfügige Beschäftigung entlohnt, während speziell die Stagehands überwiegend selbständig tätig sind.
Die deutschsprachigen Begriffe werden vorwiegend in den Bereichen Theater, Oper und Klassisches Konzert verwendet. Stagehand (aus dem Englischen: stage = Bühne, hand = Hilfskraft, Arbeitskraft), abgekürzt zu Hand, ist als Begriff ausschließlich für Veranstaltungen der Unterhaltungsmusik und im Entertainment-Bereich gebräuchlich. In Theatern und Opernhäusern ist der Ausdruck Stagehand unüblich oder verpönt. Da Stagehands in der Regel nur örtlich eingesetzt sind und – im Gegensatz zu Roadies – mit einem Künstler nicht mit auf Tournee gehen, werden Stagehand-Teams auch als Local Crew bezeichnet.

## Berufsbild

### Tätigkeitsfeld

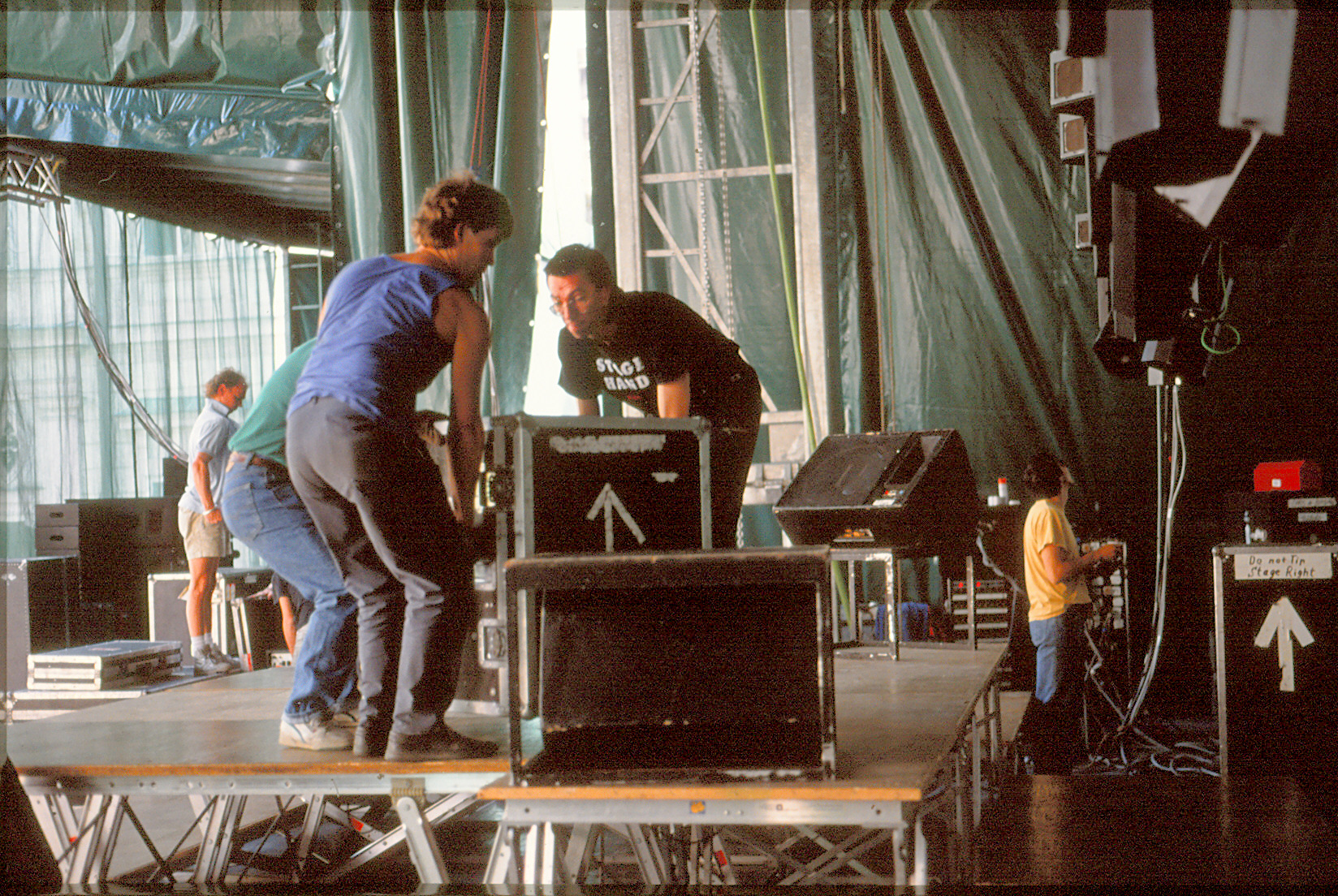
Stagehands bei der Arbeit für ein Chris-de-Burgh-Konzert im Innenhof des Schlosses Mirabell in Salzburg im Juni 1989.

Stagehands sind fester Bestandteil bei Konzerten und anderen Tourneeaufführungen, bei Industrieevents (etwa Incentives) und können auch bei (partei)politischen und anderen Veranstaltungen benötigt werden. Zu den Arbeitsaufgaben zählen
- Be- und Entladen der Lastwagen
- Montage von Traversen („Rigging“) und Scheinwerfern
- Verkabeln der Ton- und Lichtelemente
- Stapeln der Lautsprechertürme („Stacking“)
- Anbringen von Sichtschutz (wie „backdrops“, „sidemasking“) und Dekoration aller Art in allen Bühnenbereichen
- Auf- und Abbau der Bühnenelemente, Bestuhlung und Sicherheitsabsperrungen
- Bedienung des Verfolgers und Umbauarbeiten während der Veranstaltung („Showcrew“)

Je nach örtlicher Gepflogenheit können Stagehands auch die Einlasskontrolle und die Bewachung des Backstage-Bereichs gegenüber dem Publikum sowie die Bühnen-Frontsecurity übernehmen.
Beim Auf- und Abbau von Gerüstbühnen, Publikumstribünen und FOH-Türmen (Gerüstbau) werden Stagehands meist als Steelhands (engl. steel = Stahl) bezeichnet. Für Personen, die bei Open-Air-Veranstaltungen nur für Arbeiten im Backstage- und Publikumsbereich vorgesehen sind (Aufbau von Versorgungszelten, Absperrungen, Einlasskontrollstellen, Schutzvorrichtungen usw.), findet sich auch die Bezeichnung Site Crew (= Platz-Crew).

### Arbeitsverhältnisse
Als ungelerntes Personal kann sich regional die fachliche Qualifikation der Stagehands stark unterscheiden. So können Local Crews aus Veranstaltungstechnikern und hauptberuflichen Stagehands bestehen oder einfach auch nur aus fallweise eingesetztem Personal wie Studenten oder Mitgliedern der örtlichen Feuerwehr. Manche Produktionen nehmen auch Stagehands mit auf Tournee oder buchen nur fallweise bei der lokalen Crew. In der Praxis hängt eine Differenzierung von Stagehands, Roadies und Technikern von ihrem Zuständigkeitsbereich ab.
Im angloamerikanischen Raum umfasst der Begriff Stagehand auch technisches Fachpersonal im Film- und Theaterbereich, das meist gewerkschaftlich organisiert ist (Stagehand Unions). In Europa überwiegen bei Stagehands oft freiberufliche Arbeitsverhältnisse, denn nur wenige Unternehmen der Veranstaltungsbranche verfügen über ausreichende Kontingente an Festangestellten. Diese kommen dann zumeist aus der Veranstaltungstechnik oder anderen handwerklich orientierten Berufen (Tischler, Schlosser etc.).
Da hier auch von Arbeitgeberseite sehr auf die Einhaltung aller Sicherheitsvorschriften und die Weiterbildung der Mitarbeiter geachtet wird, ist die Qualität dieser Crews oft sehr gut.
Seit einigen Jahren werden Stagehands in Deutschland überwiegend von Personaldienstleistern fest angestellt und im Rahmen einer Arbeitnehmerüberlassung bei verschiedenen Projekten und Entleihern eingesetzt.

## Kritik
Da viele der selbständigen Stagehands sich nicht selbst versichern, in diesem Bereich jedoch häufig Unfälle passieren und die Arbeitskräfte über sogenannte Booker zum Teil unterbezahlt und scheinselbständig beschäftigt sind, gerät diese Art von Beschäftigung von gewerkschaftlicher Seite oftmals unter Druck. Auch die Behörde durchsucht wiederholt Veranstaltungsagenturen, da die Mitarbeiter, die zum großen Teil angeben, selbständig ein Gewerbe zu führen, nur eine einzige Agentur als Auftraggeber vorweisen können.